# Ophioderma brevispina
Ophioderma brevispina is een slangster uit de familie Ophiodermatidae.
De wetenschappelijke naam van de soort werd in 1825 gepubliceerd door Thomas Say.

## Synoniemen
- Ophioderma serpens Lütken, 1856[1]